# Аргеи
Аргеи (Тиберналии, изгнание духов) — древнеримский обряд изгнания духов, проводившийся в майские иды. Во время обряда, сплетённые из тростника и одетые в мужские платье чучела (24 или 30), в присутствии понтификов, весталок и претора бросали с моста (лат. Pons sublicius) в реку Тибр. Считается, что это была символическая замена человеческих жертв, приносившихся Тиберину (по мнению других, Сатурну).
Продолжение этих обрядов в более поздний исторический период, когда они не понимались большинством римлян, демонстрирует насколько традиционны были римляне в вопросах религии.